# Denise Barlow
Denise P. Barlow, née le 31 janvier 1950 dans le comté du Yorkshire (Angleterre) et morte le 21 octobre 2017, est une généticienne britannique spécialiste de l’épigénétique. Barlow est professeur honoraire de génétique à l’Université de Vienne. Elle a été nommée membre de L’Organisation européenne de biologie moléculaire (European Molecular Biology Organization ou EMBO), et reçu le prix Erwin Schrödinger de l’académie des sciences autrichienne. 
En 1991, ses travaux permettent la découverte du premier gène soumis à empreinte parentale chez les mammifères, IGF2R (Insulin-like growth factor 2 receptor) codant le récepteur de l’IGF2 (insulin-like growth factor 2)

## Biographie

### Premières années
Denise Barlow est née le 31 janvier 1950 en Angleterre dans le comté du Yorkshire. À l’âge de 16 ans, elle commence des études dans une école préparatoire d’infirmerie dans un collège communautaire. Dès ses 18 ans, elle travaille en tant qu’infirmière d’état au Royaume-Uni. C’est au cours de cette période qu’elle décide d’entrer à l’université pour étudier la physiologie humaine. Pour cela, elle doit au préalable préparer l’examen du A-level dans un second collège communautaire.

### Travaux de recherche
À l’âge de 25 ans, Denise Barlow commence ses études en zoologie, physiologie et biochimie à l’Université de Reading. Après l’obtention de son baccalauréat universitaire en sciences, elle effectue son doctorat dans le laboratoire de Derek Burke, où elle étudie la production d’interférons en réponse à une infection virale chez la souris. Elle termine en 1981 son doctorat en biologie du développement.
Elle travaille ensuite travaille à l’identification des gènes exprimés lors des premiers stades du développement embryonnaire au Cancer Research UK (CRUK) à Londres dans le laboratoire de Brigid Hogan. Lors d’une conférence scientifique à Cold Spring Harbor, elle rencontre Hans Lehrach et rejoint son équipe au sein du Laboratoire européen de biologie moléculaire (EMBL). 
De 1988 à 1996, elle travaille en tant que chef d’équipe au sein de l’Institut de recherche en biologie moléculaire à Vienne (Autriche). En 1991, son équipe découvre le premier gène soumis à empreinte parentale chez la souris,.
Elle travaille ensuite au Netherlands Cancer Institute à Amsterdam, puis à l’Académie autrichienne des sciences à Salzbourg. En 2003, elle est membre fondateur du centre de recherche de médecine moléculaire de l’Académie autrichienne des sciences, au sein duquel elle poursuit ses travaux sur la régulation épigénétique jusqu’à sa retraite en 2015. En 2014, elle reçoit le prix Erwin Schrödinger pour l’ensemble de ses travaux. Ce prix, crée en 1958, est le plus prestigieux de l’Académie autrichienne des sciences. Durant ses dernières années, son groupe publie le premier allelome complet chez la souris et décrit le premier ARN non codant soumis à empreinte parentale,.
Denise Barlow est nommée membre de L’Organisation européenne de biologie moléculaire (European Molecular Biology Organization ou EMBO) en 1995. Membre du Comité Science et société à partir de 1998, elle fut nommée Président du conseil d’administration en 2002. Dans ce rôle, elle prône l’égalité des chances pour les femmes scientifiques au sein des universités et des instituts de recherches,.

## Prix et distinctions
- 1995 : Élue membre de L’Organisation européenne de biologie moléculaire (European Molecular Biology Organization ou EMBO)
- Professeure honoraire de génétique à l’Université de Vienne (Autriche)
- 2014 : Prix Erwin Schrödinger de l’Académie autrichienne des sciences
- 2014 : Médaille du chapitre Autrichien EMBO/EMBL pour l’ensemble de ses travaux.

## Publications (liste sélective)
- A career in epigenetics. RNA Biology (2015) PMID 25779649
- Airn Transcriptional Overlap, But Not Its lncRNA Products, Induces Imprinted Igf2r Silencing. Science (2012) PMID 23239737
- Pulsed-field gel electrophoresis. Genome (2011) DOI https://doi.org/10.1139/g89-084
- The origins of genomic imprinting in mammals. Advances in Genetics (2002) PMID 11931223
- Competition - A common motif for the imprinting mechanism?. The EMBO Journal (1998) PMID 9384569
- Gametic Imprinting in Mammals. Science (1996) PMID 7502071
- The mouse IGF-2 receptor is imprinted and closely linked to the Tme locus. Nature (1991) PMID 1845916
- Genetics by gel electrophoresis: the impact of pulsed field gel electrophoresis on mammalian genetics. Trends in Genetics (1987) DOI https://doi.org/10.1016/0168-9525(87)90219-8
- Interferon synthesis in the early post-implantation mouse embryo. Differentiation (1984) PMID 6209188